# Szarowiec
Szarowiec (inaczej zwany Szonowiec) – nieoficjalna część miasta Wodzisław Śląski. Dawniej był to majątek w Radlinie Górnym, Nazwa wywodzi się od właściciela z drugiej połowy XVII w. Karola von Schonowski. Nazwa ta używana jest do dziś  i są to obecne okolice Ronda Św. Floriana. Administracyjnie należy do Wodzisławia Śląskiego do dzielnicy Radlin II.